# 3823 Yorii
3823 Yorii este un asteroid din centura principală, descoperit pe 10 martie 1988 de Masaru Arai și Hiroshi Mori.